# Dysauxes parvigutta
Dysauxes parvigutta är en fjärilsart som beskrevs av Hugo Theodor Christoph 1889. Dysauxes parvigutta ingår i släktet Dysauxes och familjen björnspinnare. Inga underarter finns listade i Catalogue of Life.